# Oxyopes fallax
Oxyopes fallax är en spindelart som beskrevs av Denis 1955. Oxyopes fallax ingår i släktet Oxyopes och familjen lospindlar.
Artens utbredningsområde är Niger. Inga underarter finns listade i Catalogue of Life.